# MyFerryLink

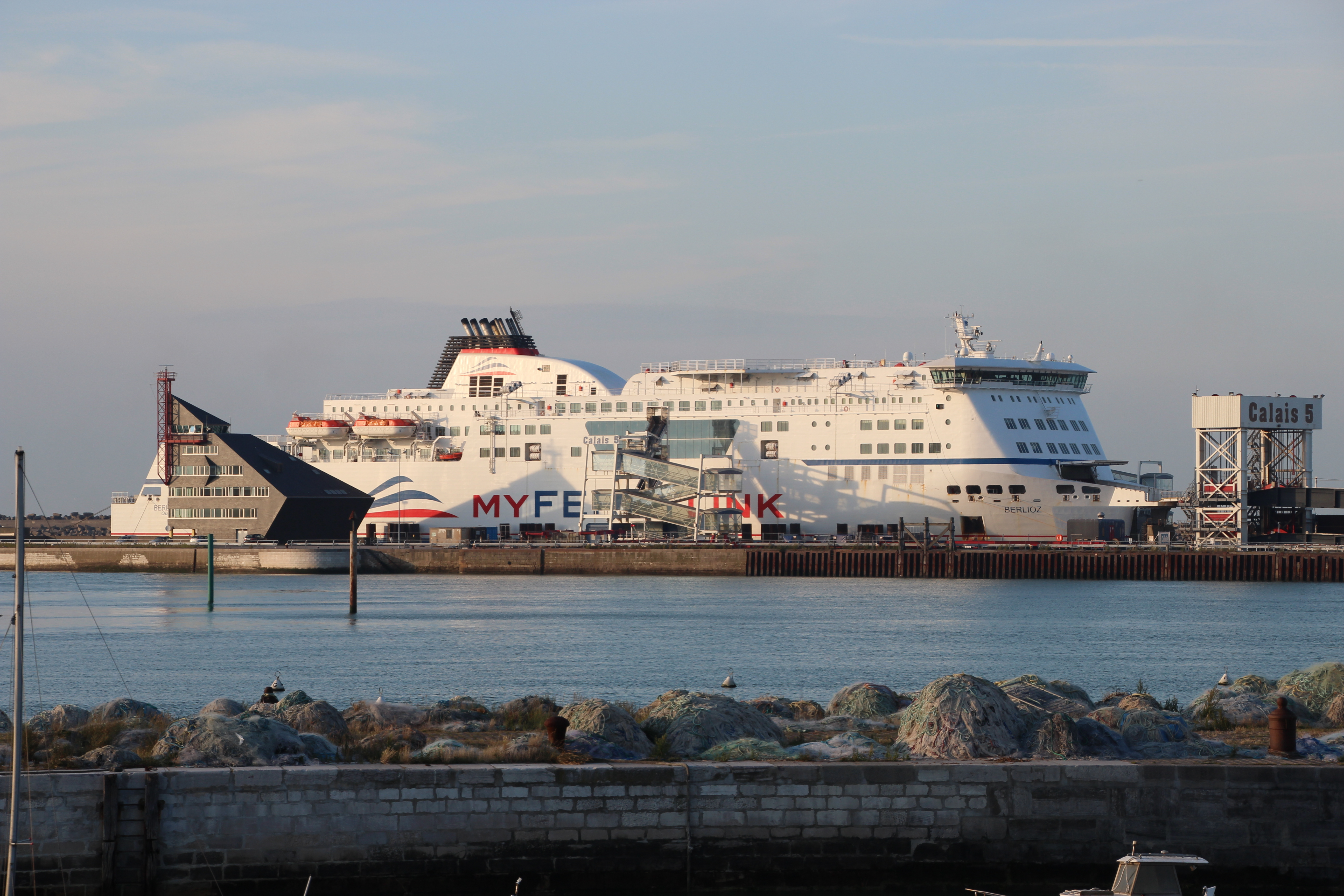
Trajekt MyFerryLink

MyFerryLink je společnost, která provozuje osobní a nákladní trajekty v Lamanšském průlivu. Svůj provoz zahájila mezi Doverem a Calais v srpnu 2012. Flotila společnosti se skládá ze dvou moderních trajektů, sesterských lodí MS Rodin, MS Berlioz, které přepravují pasažéry i náklady a jednoho trajektu s názvem MS Nord Pas-de-Calais, který se specializuje pouze na náklady. Společnost nabízí pasažérům až 16 plaveb mezi Doverem a Calais denně a další služby pro přepravu nákladů. Zaměstnanci na lodích jsou členy dělnického družstva A société coopérative et participative (SCOP), které provozuje plavby společnosti mezi Británií a Francií.
6. června 2013 britská Komise pro hospodářskou soutěž rozhodla, že společnost Eurotunnel – která pronajímá tři lodě společnosti MyFerryLink družstvu SCOP – nesmí nadále provozovat trajekty z Doveru. Společnost Eurotunnel se proti tomuto rozhodnutí odvolala.
4. prosince 2013 obdržela společnost od odvolacího tribunálu britské Komise pro hospodářskou soutěž (CAT) příznivý rozsudek, jímž bylo zrušeno nepříznivé rozhodnutí Komise pro hospodářskou soutěž (KHS) zakazující společnosti MYFERRYLINK provozovat trajekty z Doveru.

## Zařízení poskytující služby pasažérům
Pasažéři cestující na lodích Berlioz a Rodin mají v průběhu 90minutové plavby mezi Doverem a Calais přístup k řadě zařízení. Ta zahrnují:
- Le Relais: Samoobslužná restaurace nabízející řadu jídel včetně jídel pro děti, která jsou čerstvě připravována kuchaři na palubě.
- Le Pub:Bar, kde si mohou zákazníci dát drink nebo svačinu v průběhu plavby.
- La Boutique: Palubní obchod nabízející řadu produktů včetně alkoholu, tabáku, parfémů a jiných dárků.
- Playzone: Koutek s hračkami a hrami určený výhradně pro děti.

## Flotila
| Loď                | Rok výroby | V provozu od roku | Předchozí název                                                          |
| ------------------ | ---------- | ----------------- | ------------------------------------------------------------------------ |
| Rodin              | 2001       | 2001              | Seafrance Rodin                                                          |
| Berlioz            | 2005       | 2005              | Seafrance Berlioz                                                        |
| Nord Pas-de-Calais | 1987       | 1987              | Nord Pas-de-Calais (1987-1996), Seafrance Nord Pas-de-Calais (1996-2012) |